# Pacte pour l'Italie
Le Pacte pour l'Italie est une coalition électorale italienne formée pour les  élections générales de 1994. 
Elle a concouru dans les circonscriptions uninominales tant à la Chambre des députés et qu'au Sénat comme alternative au centre gauche (Progressistes) et au centre droit (Pôle des libertés et Pôle du bon gouvernement).
La coalition du Pacte pour l'Italie a été formée  par le Parti populaire italien, sous le secrétariat de Mino Martinazzoli, et par le Pacte Segni, dirigé par Mario Segni, leader de la coalition. Elle regroupe d'anciens chrétiens-démocrates de tendance sociale, social-démocratique, libérale et républicaine. 
Après les mauvais résultats, la coalition s'est effondrée et ses composantes se sont divisées en deux camps opposés.